# Адзиномото (стадион)
«Адзиномото» (яп. 味の素スタジアム) — стадион, расположенный в городе Тёфу, столичный округ Токио, Япония. Является домашней ареной клубов Джей-лиги: «ФК Токио» и «Токио Верди». Стадион вмещает 50 100 зрителей и был открыт 10 марта 2001 года.

## История
Стадион был построен в Канто Мура, территории бывшей ранее в пользовании Вооружённых сил США, и открыт в марте 2001 года. Называясь первоначально Токийским стадионом, он стал первым в Японии футбольным стадион, взявшем имя своего спонсора. Так согласно контракту с компанией Ajinomoto в марте 2003 года, ему и дано было нынешнее название.
Во время Чемпионата мира по футболу 2002 тренировочная база сборной Саудовской Аравии располагалась в городе Тёфу, соответственно тренировки и контрольные матчи она проводила на Адзиномото. Сам стадион, однако, не принял ни одного официального матча Чемпионата мира 2002.
Помимо футбольных матчей на стадионе также проводятся игры по американскому футболу и регби. Кроме того Адзиномото используется и не для спортивных мероприятий: концертов и блошиных рынков.
Во время землетрясения и последовавшего цунами в 2011 году Адзиномото использовался в качестве убежища.
Стадион принимал матчи чемпионата мира по регби 2019 года.

## Транспорт
- Линия Кэйо: 5 минут пешком от станции Тобитакю.
- Линия Тамагава: 20 минут пешком от станции Тама.